# 凱莉·魯瑟福
凱莉·魯瑟福（英語：Kelly Rutherford，1968年11月6日—），是一名美國女演員，原名：凱莉·黛恩·玫麗莎·魯瑟福（Kelly Deane Melissa Rutherford）。魯瑟福演出《Generations》中的Stephanie Whitmore和由小說改編成的美國熱門電視劇《花邊教主》（Gossip Girl）中的韋莉莉（Lily van der Woodsen）而為人熟悉。

## 早期生活
魯瑟福出生於肯塔基州哈丁縣的伊麗莎白敦。她有一個弟弟，安東尼（Anthony），及兩個妹妹，歌妮（Courtney）和蘭西（Lindsey）。

## 私生活
魯瑟福從2001年6月30日到2002年1月11日曾是Carlos Tarajano的妻子。在2001年的夏天，在她結婚不久後，她31歲的丈夫突然心臟衰竭，但已康復。她在2006年8月另嫁給於1973年出生的德國商人，丹尼爾·吉爾茨（Daniel Giersch）並在2006年10月18日於洛杉磯生下他們第一名男嬰，名為Hermés Gustaf Daniel Giersch。魯瑟福在2008年12月30日申請離婚，並將在2009年6月8日生下與前夫的女兒，海伦娜(Helena Grace Rutherford Giersch)。
她與The O.C.的演員Kelly Rowan是朋友。她也會跟Lisa Rinna和Marcia Cross一起練習瑜伽。